# Ханс фон Шак
Ханс фон Шак (на немски: Hans von Schack; * 28 октомври 1609 в Уневат, Фленсбург, Германия; † 27 февруари 1676 в Копенхаген, Дания) е граф от германския род фон Шак от Шлезвиг-Холщайн, датски имперски граф и фелдмаршал през Тридесетгодишната война.
Той е син (12 дете) на Кристоф фон Шак († 1615) и съпругата му Анна фон Деден († 1626) от Шлезвиг, дъщеря на Ото Петерсен фон Деден-Ундевад-Грюнхолц († вер. 1626) и Кристина Кнудсдатер Вункесен-Зьогаард (* 1542).
Ханс става на 13 години паж в Фленсбург и няколко години по-късно започва служба във войската на датския крал Кристиан IV. През 1630 г. е на служба в Швеция, след това във Франция и Дания.
Шак става едър земевладелец в Дания. Той купува през 1661 г. от датския крал територия, на която събаря стария замък и построява барок-дворец и го нарича „Дворец Шакенборг“, където династията Шак резидира до 1978 г.
Ханс фон Шак умира на 66 години на 27 февруари 1676 г. в Копенхаген и е погребан 8 май 1676 г. в църквата	„Тринитатис“ в Копенхаген.

## Фамилия
Ханс фон Шак се жени на 31 август 1648 г. в Гюлцов, Лауенбург за Анна фон Бломен (* 22 юни 1632; † 28 февруари 1688, Кил), дъщеря на Ото Бломе-Расторф (1589 – 1645) и Доротея Зестед (1606 – 1640). Те имат седем деца между тях:
- Ото Дидерик фон Шак цу Шакенбург (* 21 септември 1652, Кил; † 1 юли 1683, Ицехое), женен на 26 април 1674 г. за София Доротея фон Маршалк (* 8 декември 1656, Любек; † 10 ноември 1707, Копенхаген)
- София Амалия фон Шак цу Шакенбург (* 1657 в Хамбург; † 1713), омъжена на 2 февруари 1674 г. за граф Кай Лоренц фон Брокдорф (* 1 септември 1646; † 30 март 1725 в Клеткамп)